# Sárosi László (vízilabdázó)
Sárosi László (Budapest, 1946. október 12. –) olimpiai bajnok vízilabdázó, Sárosi László úszó, vízilabdázó fia, Sárosi György és Sárosi Béla labdarúgók unokaöccse.
1958-tól az Újpesti Dózsa úszója és vízilabdázója volt. Jelentős sporteredményeket vízilabdázásban ért el. 1966-tól 1976-ig összesen száznyolcvanegy alkalommal szerepelt a magyar válogatottban. A magyar csapat tagjaként három olimpiai, két világbajnoki és két Európa-bajnoki érmet szerzett. A válogatottságtól az 1976. évi olimpia után vonult vissza. Az aktív sportolást 1980-ban fejezte be.
1975-ben Budapesten állatorvosi oklevelet szerzett. 1980-tól az Állatorvostudományi Egyetem adjunktusa volt, majd 1995-ben állatorvosi magánrendelőt nyitott.
1989-től 1991-ig a Magyar Vízilabda Szövetség elnökségének tagja volt. 2000-ben beválasztották az évszázad magyar vízilabda csapatába.

## Sporteredményei
- olimpiai bajnok (1976, Montreal)
- olimpiai 2. helyezett (1972, München)
- olimpiai 3. helyezett (1968, Mexikóváros)
- világbajnok (1973, Belgrád)
- világbajnoki 2. helyezett (1975, Cali)
- Európa-bajnok (1974, Bécs)
- Európa-bajnoki 2. helyezett (1970, Barcelona)
- magyar bajnok (1967)
- kétszeres Magyar Kupa-győztes (1963, 1975)